# Beho
 (décembre 2020).
Si vous disposez d'ouvrages ou d'articles de référence ou si vous connaissez des sites web de qualité traitant du thème abordé ici, merci de compléter l'article en donnant les références utiles à sa vérifiabilité et en les liant à la section « Notes et références ».
Beho (prononcer [bəo] ; en allemand Bochholz, en luxembourgeois Boukëlz/Bookels, en wallon P'hô) est un village et une section de la commune belge de Gouvy. Il est situé à l'extrémité orientale de la province de Luxembourg, sur des hauts plateaux de l'Ardenne belge, à la frontière de l'Eifel. Anciennement, sa langue était le luxembourgeois, il était le seul village germanophone au nord de la province. Le luxembourgeois ou allemand n'ont jamais été la langue officielle du village, aujourd'hui, c'est le français qui est parlé par presque tous les habitants du village.

## Étymologie
Il semble que le nom de Beho ait subi des changements à la suite d'influences différentes.
En 1284, Richard de Bocklolz fait un don au monastère de Hosingen.
En 1332, Jean, seigneur de Bocklolz négocie une intervention armée pour la délivrance du duc de Wanaulas, fait prisonnier à la bataille de Bersweiller. Bocklolz, d'origine germanique, signifierait 'bois de hêtre; l'équivalent allemand moderne serait Buchenholz ou Buchholz. Une influence romane sur la prononciation du nom est attestée dès 1625: Bocklolz devient Ab'ho, ou Behon.
En 1662, un acte d'anoblissement de Louis de Behoult et un acte datant de 1678 au sujet d'un F.J de Behoult confirment que le nom est bien modifié. Le terme courant dans la langue wallonne est dès lors Ab'ho (voire B'ho). La graphie française officielle devient Beho.
D'autres orthographes et prononciations populaires au fil des années étaient également Bocholt (1135), Bockholtz (1294), Buchok (1333), Bolchotz (1446), Bolchoult (1603), et Boucheuls et Bockels (1604) du côté germanique, tandis que la variante romane Behoult est attestée vers 1662.
Brièvement sous occupation allemande lors de la Seconde Guerre mondiale, Beho reporte le nom de Bocholz comme appellation principale, avant de redevenir Beho à la fin de l'occupation.

## Démographie
- Source: INS recensements population

## Histoire
Sous l'Ancien Régime, la terre de Beho était partagée entre la cour de Tommen et le comté de Salm, sauf Deyfelt qui relevait de la seigneurie d'Ouren.
Beho fut érigée en commune du département de l'Ourthe sous le régime français.
En 1823, les villages de Commanster, Deiffelt, Ourthe et Wathermal lui furent adjoints.
En 1839, les frontières des Pays-Bas, de la Belgique et du « nouveau Grand-Duché » ont été établies selon le Traité des 24 Articles. Pour la frontière entre la Belgique (province de Luxembourg) et le « nouveau Grand-Duché », il avait établi comme principe que celle-ci serait établie à la frontière entre les parlers wallon à l'Ouest et luxembourgeois à l'Est. La région de Beho, où la population était principalement d'expression germanique, ne fut pas soumise à ce critère linguistique en raison d'un manque d'informations sur la situation sur le terrain. De ce fait, Beho, qui aurait dû appartenir au Grand-Duché de Luxembourg, fera partie de la Belgique.  
Entre 1839 et 1920, Beho était le seul village germanophone de Belgique en dehors de l'Arelerland, mais ses habitants avaient appris le wallon pour communiquer avec les habitants du hameau de Commanster, qui faisait partie de l'ancienne commune de Beho jusqu'à son transfert à Vielsalm en 1977. Depuis 1930, la majorité des habitants se déclarent francophones.
Au cours de la Seconde Guerre mondiale, le 10 mai 1940, jour du déclenchement de la campagne des 18 jours, Beho est prise par les Allemands de la 5e Panzerdivision qui a pour objectif de traverser la Meuse au niveau de Dinant. Ainsi de 1940 à 1944, Beho est annexée au Troisième Reich, exception faite de Commanster.
La commune est intégrée à la nouvelle commune de Gouvy lors de la fusion des communes de 1977, à l'exception de Commanster qui est intégré à la commune de Vielsalm.

## Patrimoine et culture

### Patrimoine architectural
- Les églises et chapelles blanches de Beho, Deiffelt, Wathermal et Ourthe.
- L'église Saint-Pierre et ses meubles ont été sculptés par Jean-Georges Scholtus de Bastogne de 1713 à 1724 et les peintures réalisées en 1956 par l'artiste namurois Louis-Marie Londot. Elle est classée au patrimoine majeur de Wallonie depuis 1938, le cimetière et la ruelle depuis 1982.
- Le peintre flamand Herman Erkelbout a composé plusieurs peintures à partir de dessins faits à Beho dans les années 1980-1990. Le village et ses habitants étaient « sa muse ». Beho en « réalité rêvassée ».

### Autres références
- Beho par l'abbé Jacob 1957.
- Beho parlons de nos villages
- Vielsalm.blogspot.be
- Beho. Marcel Peters-Boos et Denise Lugen.